# Wô (pâte de maïs)
Le Wɔ̌ ou Aminh (en langue fongbé, en langue Adja) (aussi appelé pâte de maïs ou pâte blanche) est le plat le plus consommé au Bénin. Son nom diffère selon les localités mais la substance de base reste la même : la farine de maïs. Pour obtenir cette farine qui sert à préparer le Wɔ̌, il faut passer les grains de maïs sec au moulin, après mouture, on obtient une poudre blanchâtre,,.

## Préparation
Pour préparer le Wô, il faut en premier lieu mettre au feu de l'eau à bouillir. Une fois bien chaude, on y ajoute une certaine quantité de farine de maïs que l'on remue à l'aide d'une palette en bois conçue à cet effet de telle sorte à obtenir une bouillie bien consistance. À cette bouillie, on ajoute un peu plus de farine pour plus ou moins durcir la bouillie mais pas trop.
Le Wô se mange obligatoirement avec une sauce. Les sauces sont multiples et multiformes. La plupart du temps, au Bénin, la pâte s'accompagne de sauce tomate, de fonman, de sauce d'arachide ou de légumes,,.

## Galerie

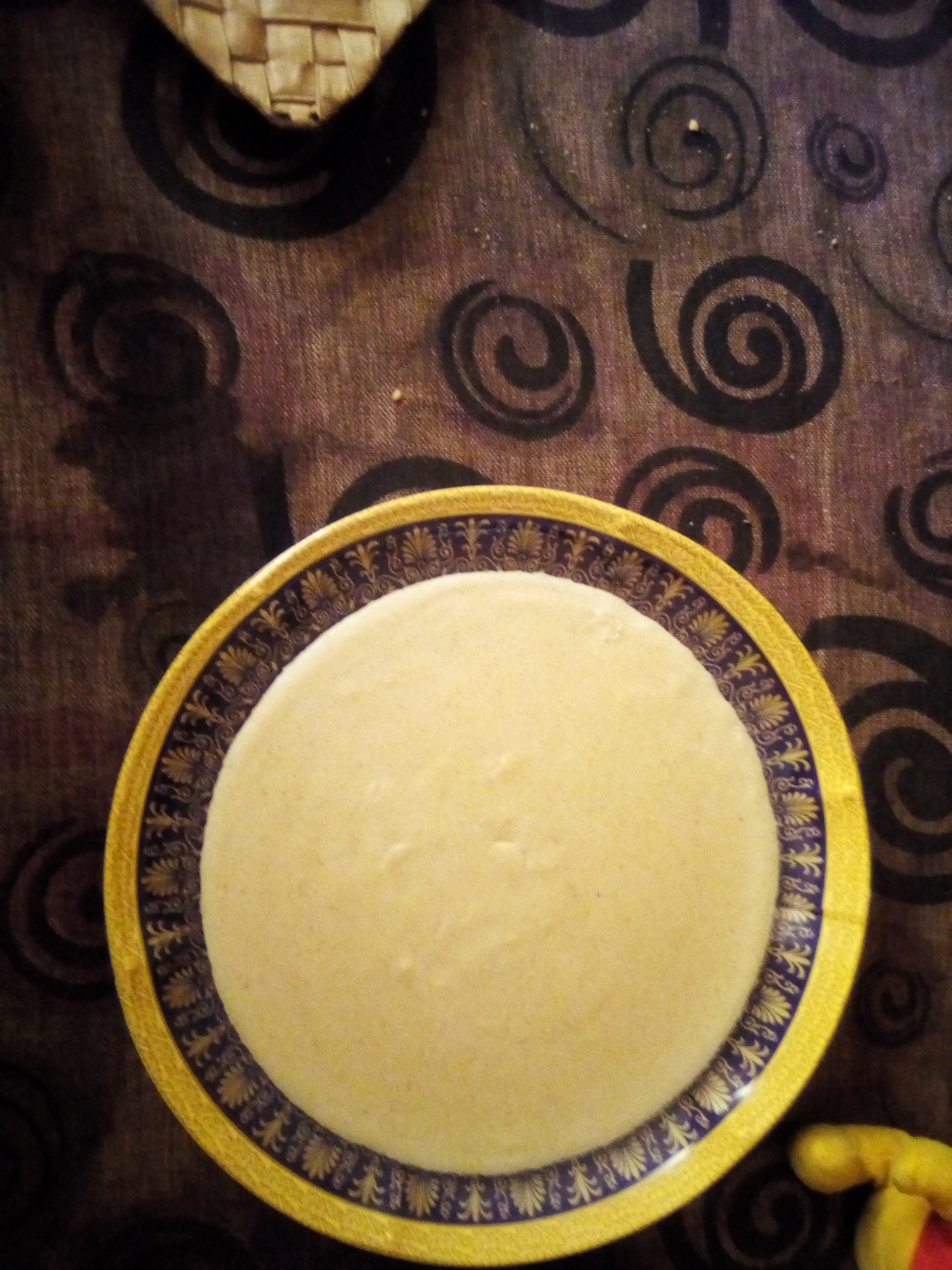
Wɔ̌ (pâte de maïs) du Bénin.
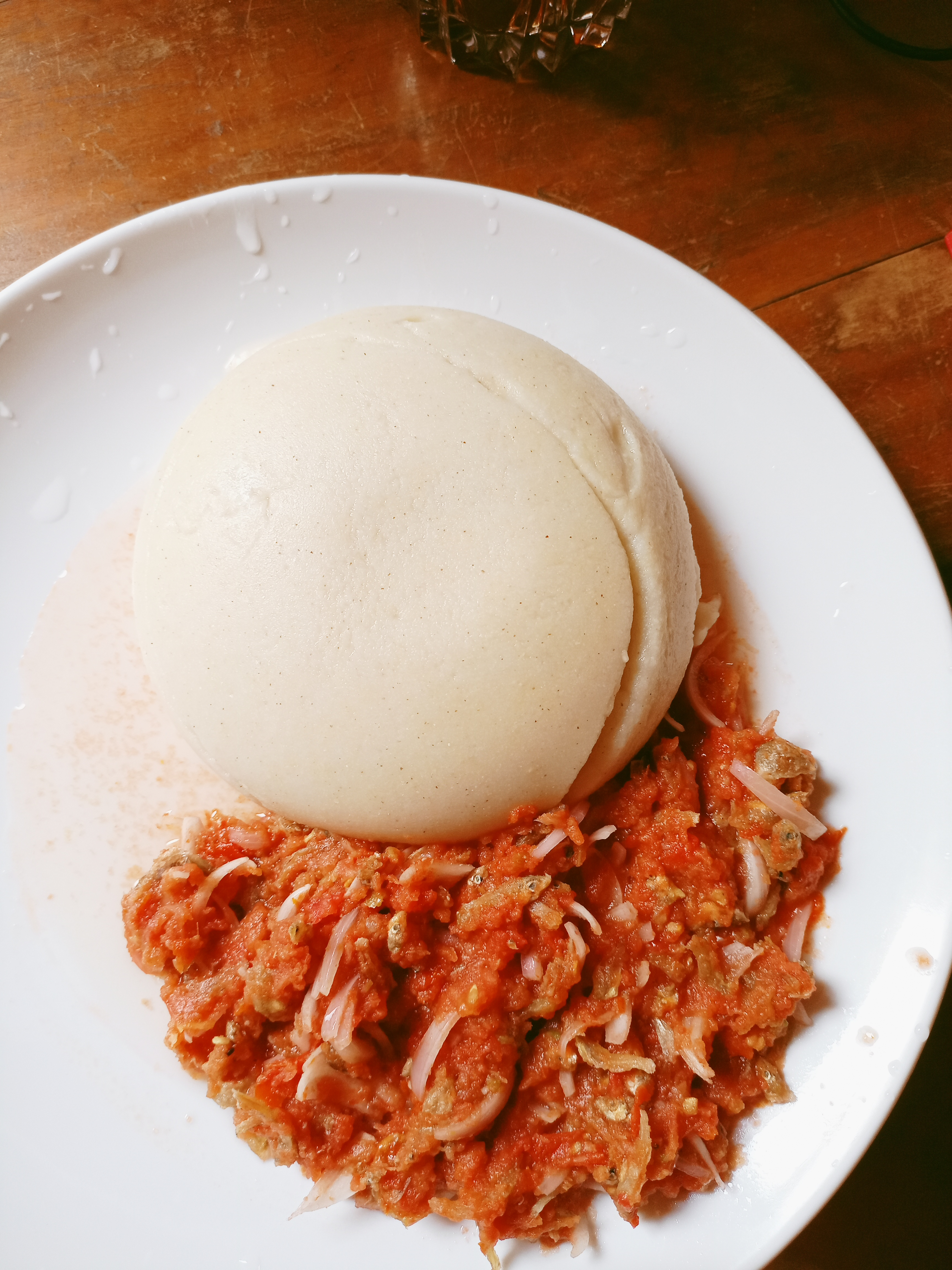
La pâte de maïs accompagnée de monyo (ou moyo) avec des fretins.
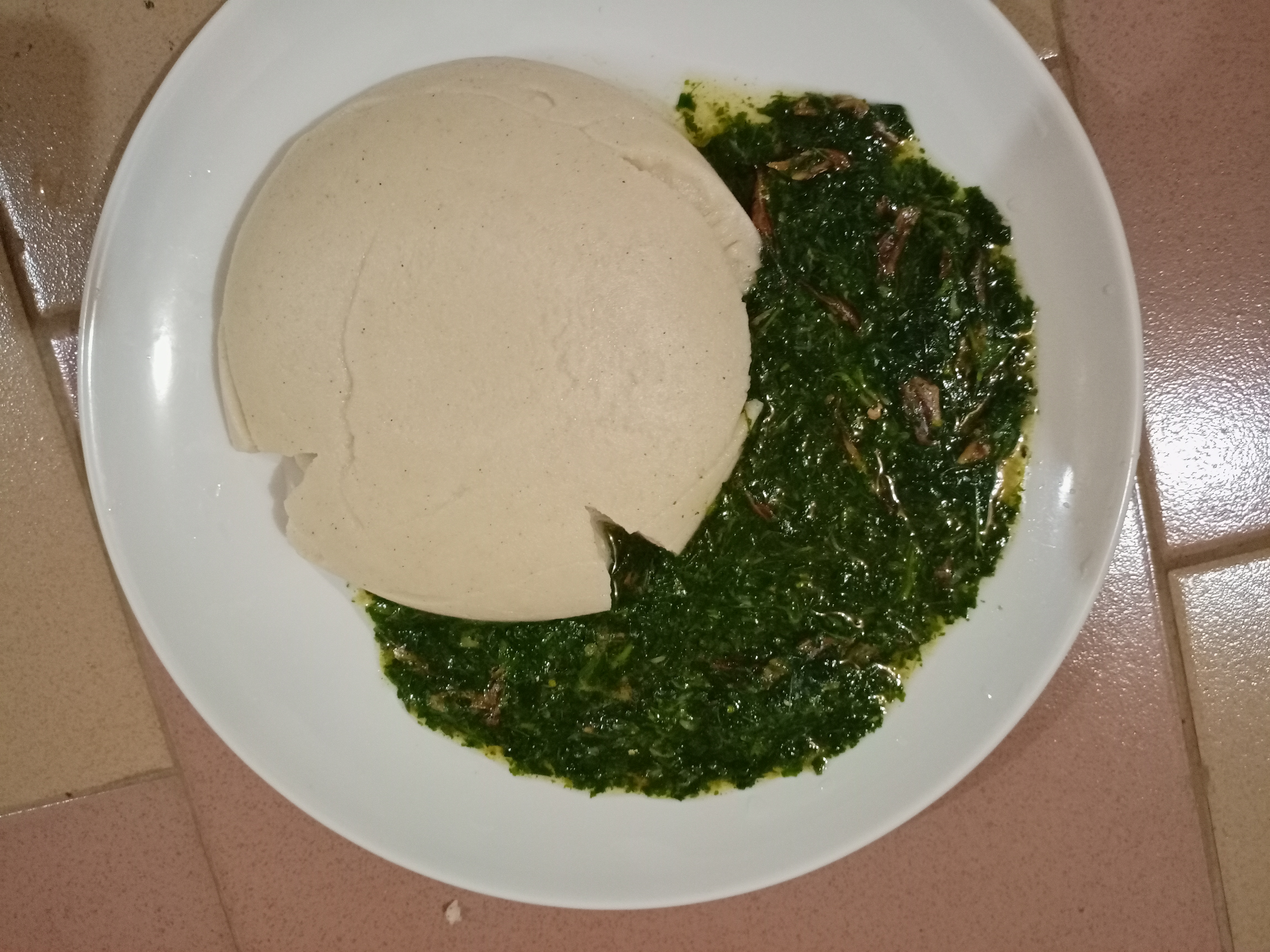
La pâte du maïs accompagnée de la sauce ninnouwi.